# Ruda-Skroda
Ruda-Skroda – wieś w Polsce położona w województwie podlaskim, w powiecie kolneńskim, w gminie Mały Płock.
Nazwa wsi pochodzi od dużej ilości rudy metalu znajdującej się właśnie na jej obszarze, a także od pobliskiej rzeki Skrody.
Wierni kościoła rzymskokatolickiego należą do parafii Najświętszego Serca Jezusowego w Łosewie.

## Historia
Wieś szlachecka Skroda-Ruda położona była w drugiej połowie XVI wieku w powiecie kolneńskim ziemi łomżyńskiej. W latach 1921–1939 wieś leżała w województwie białostockim, w powiecie kolneńskim (od 1932 w powiecie ostrołęckim), w gminie Mały Płock.
Według Powszechnego Spisu Ludności z 1921 roku zamieszkiwało tu 125 osób w 19 budynkach mieszkalnych. Miejscowość należała do miejscowej parafii rzymskokatolickiej w Łosewie. Podlegała pod Sąd Grodzki w Kolnie i Okręgowy w Łomży; właściwy urząd pocztowy mieścił się w m. Mały Płock.